# Zamek w Egerze
Zamek w Egerze (węg. Egri vár) – zamek z XIII wieku w Egerze na Węgrzech, zachowany w stanie trwałej ruiny.

## Historia
Zamek został wzniesiony w XIII wieku po tatarskim najeździe w 1242 roku. W 1552 roku Turcy prowadzili oblężenie zamku (zob. obrona Egeru). Węgrzy pod wodzą Istvána Dobó wówczas chwilowo zatrzymali tureckie natarcie na Europę. Turcy powrócili w 1596 roku i zdobyli zamek. Po jego zdobyciu zamek powiększono i wzmocniono, utworzono także m.in. ogród różany. Zamek został odbity z rąk tureckich w 1687 roku przez armię austro-węgierską.
Zamek został częściowo zrekonstruowany w latach 2008–2014, zbudowano wówczas zamkową promenadę, obudowano bastion Szép, odtworzono ogród turecki. Znajduje się w nim muzeum Istvána Dobó.

## Architektura
Zamek jest widoczny z niemal wszystkich części miasta, otaczają go duże, nieregularne fortyfikacje. W obrębie umocnień znajdował się kościół św. Jana, po której zostały fundamenty.

## Galeria

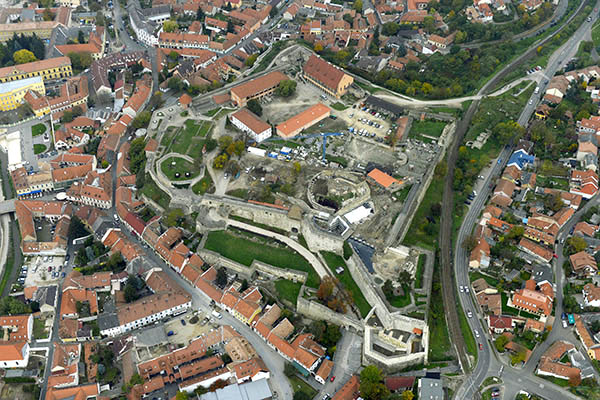
Zamek z lotu ptaka (2015)
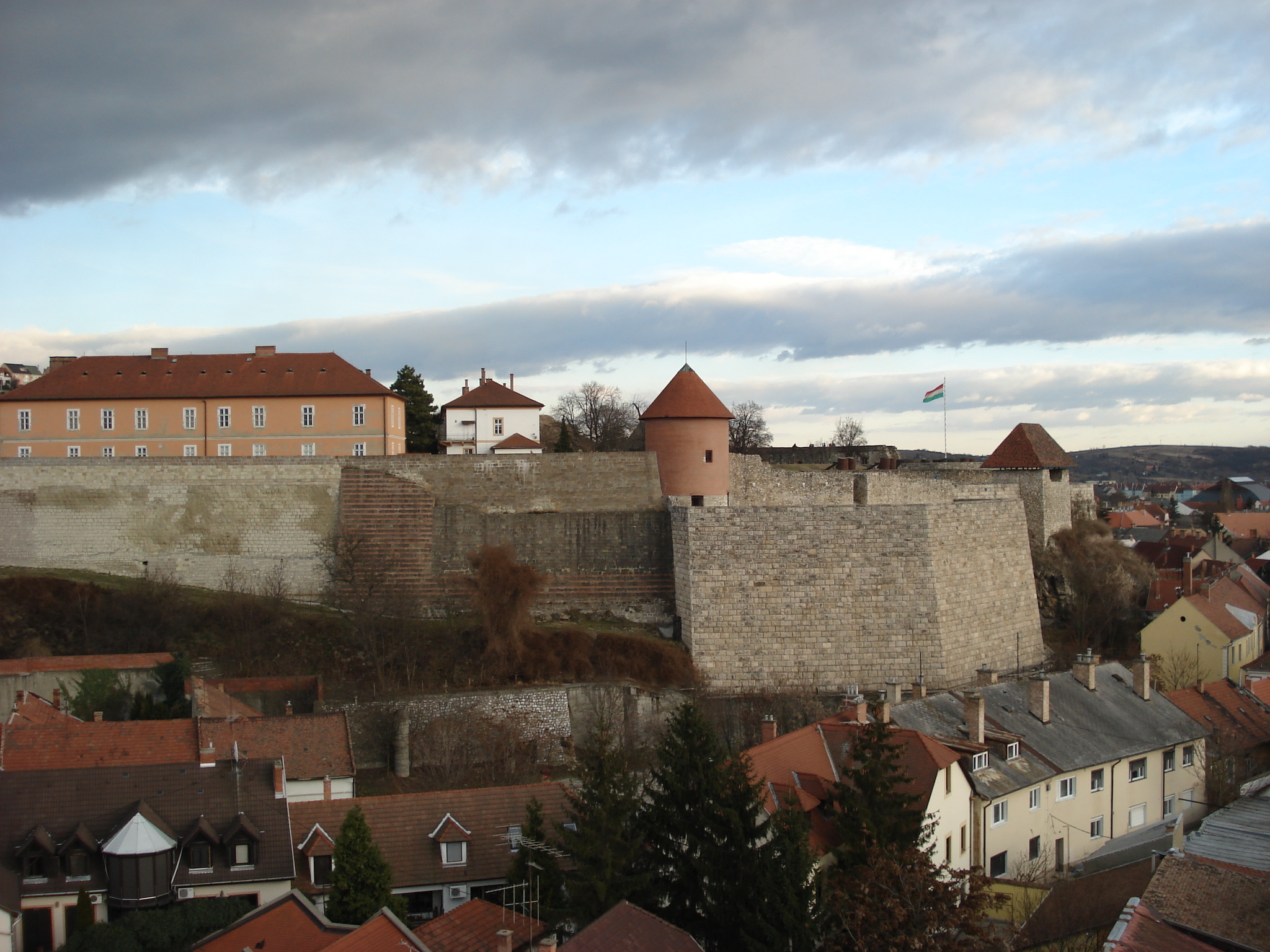
Mury obronne (2007)
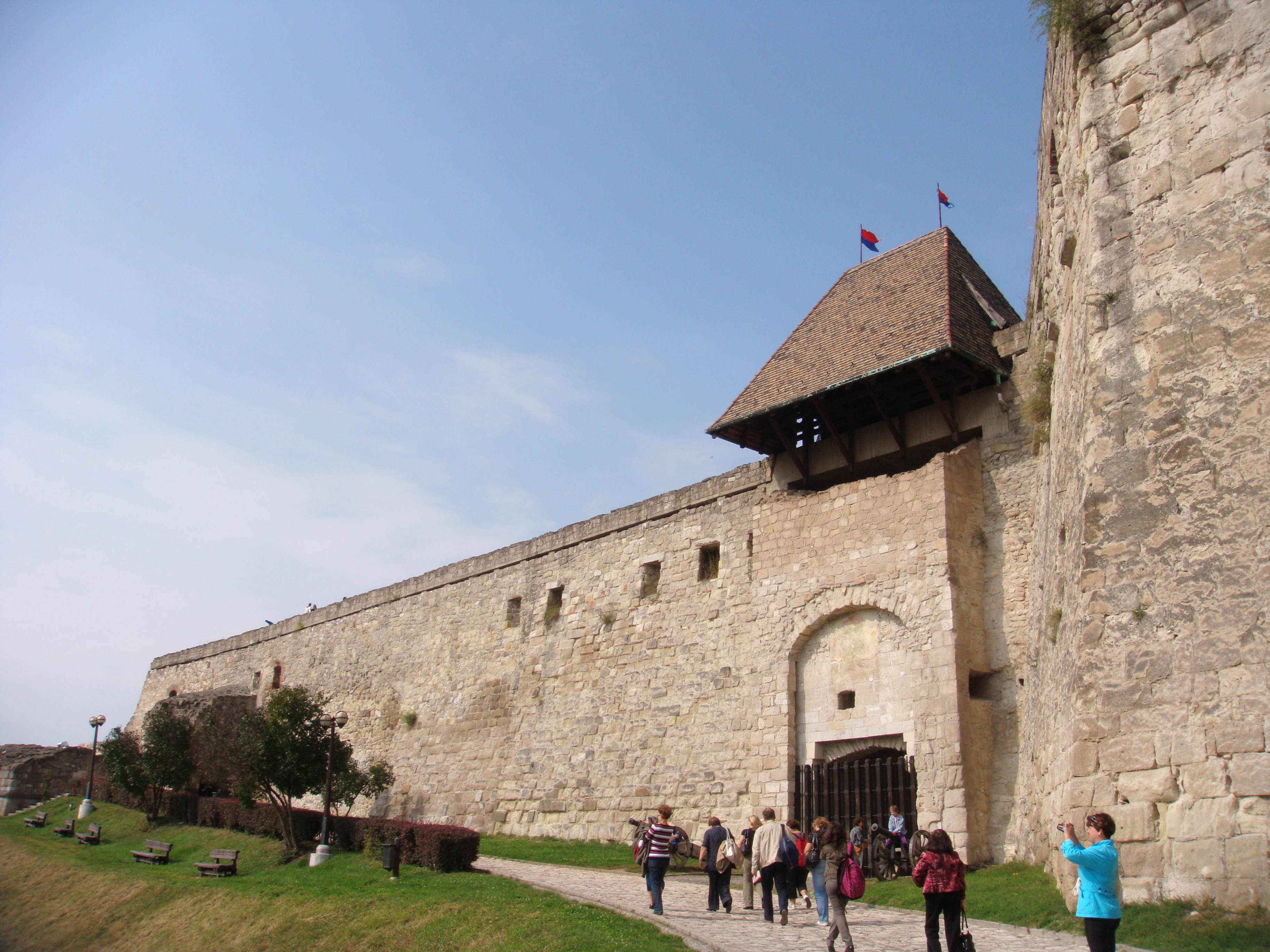
Brama Hipolita (2010)
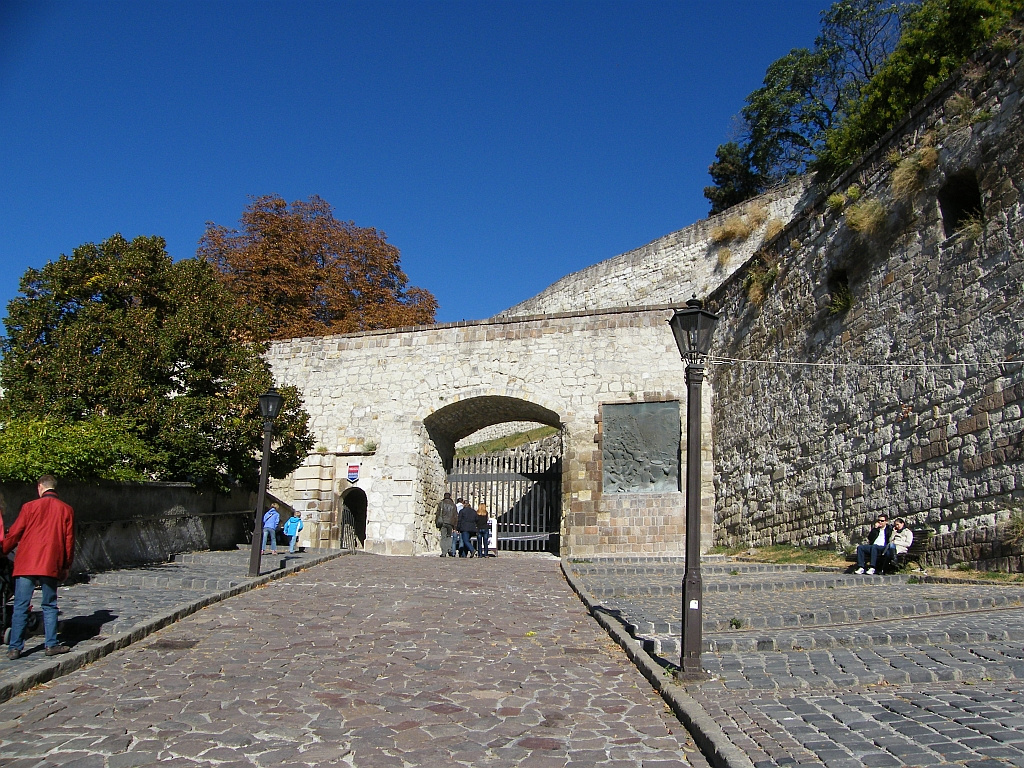
Brama dolna (2011)
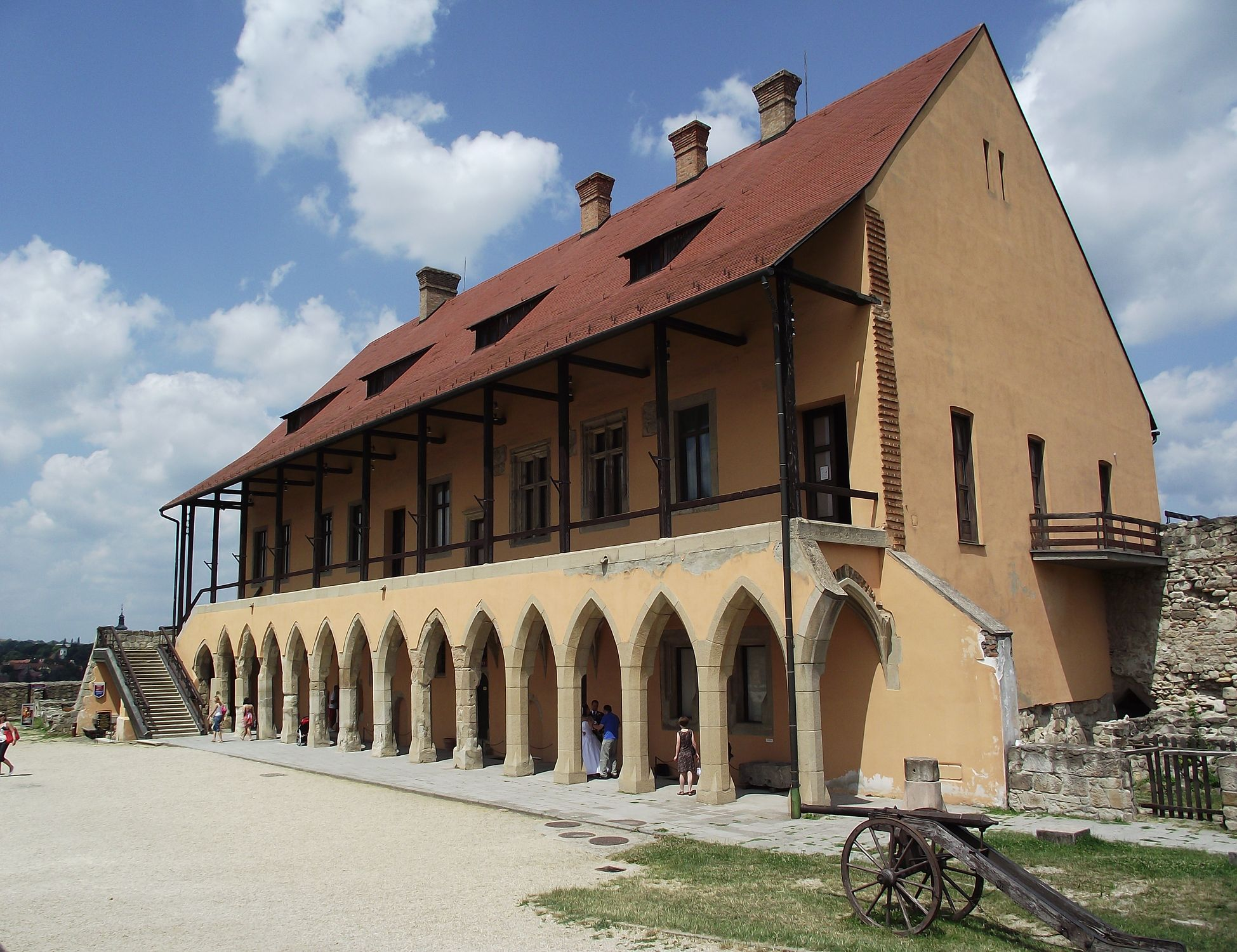
Pałac biskupi (2011)
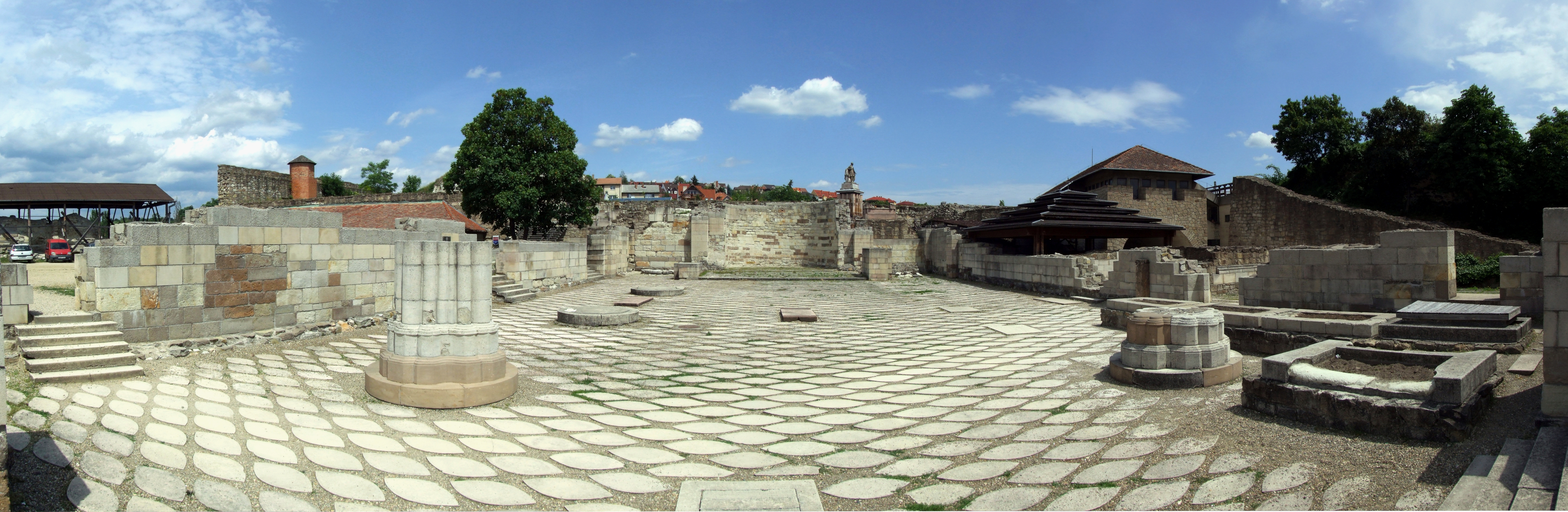
Pozostałości kościoła (2012)
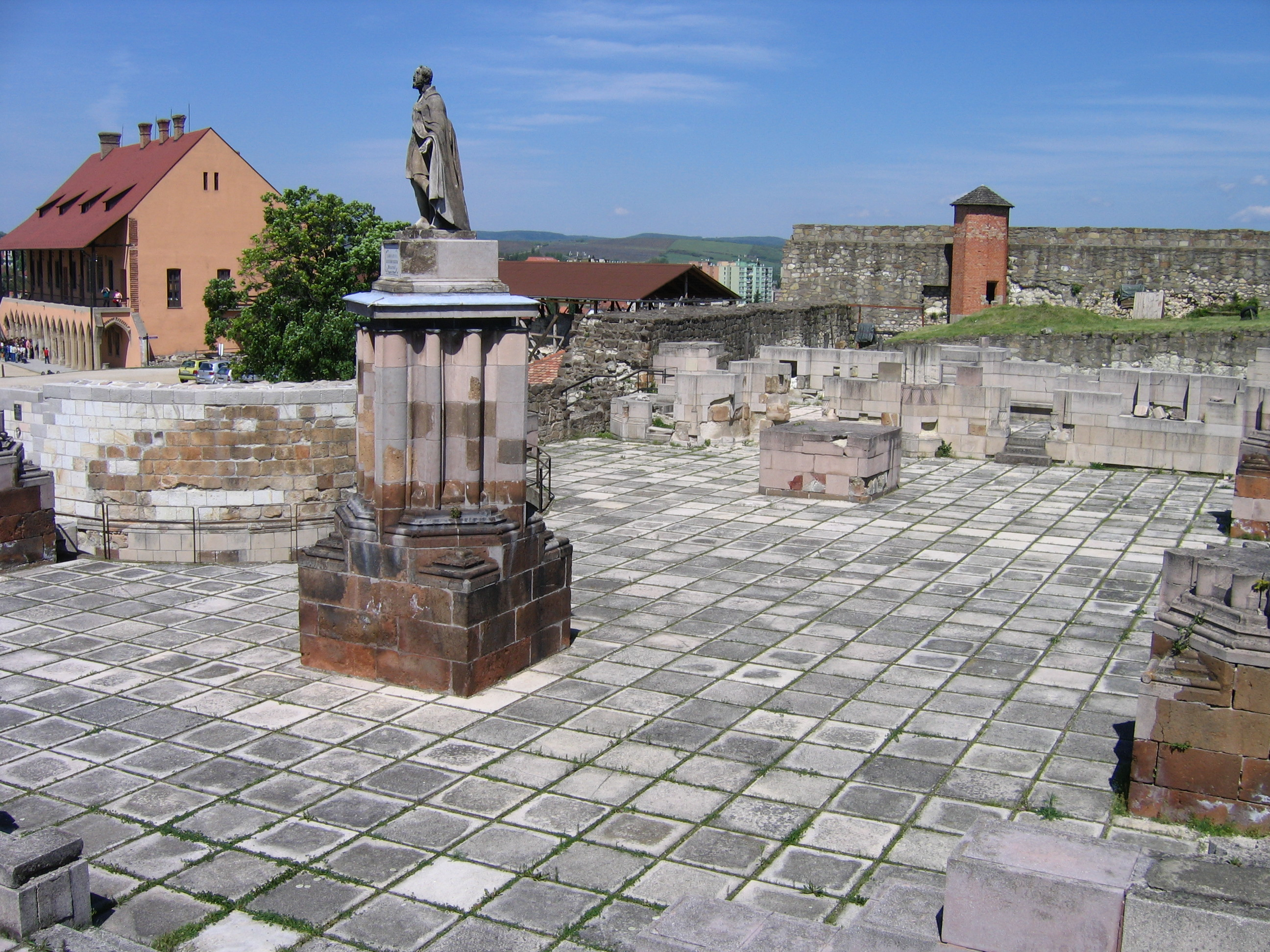
Posąg św. Stefana na miejscu kościoła (2005)